# 3921 Klementʹev
3921 Klementʹev eller 1971 OH är en asteroid i huvudbältet som upptäcktes den 19 juli 1971 av den rysk- sovjetiska astronomen Bella Burnasjeva vid Krims astrofysiska observatorium på Krim. Den är uppkallad efter matematikprofessorn vid Tomsk universitet Zachar Klementjev (1903–1994).
Asteroiden har en diameter på ungefär sexton kilometer.